# Opius pallidipalpalis
Opius pallidipalpalis är en stekelart som beskrevs av Fischer 1964. Opius pallidipalpalis ingår i släktet Opius och familjen bracksteklar. Inga underarter finns listade i Catalogue of Life.